# Cool Biz
Cool Biz es una medida adoptada por el gobierno del primer ministro japonés Jun'ichirō Koizumi a través de su Ministerio de Medio Ambiente, con el fin de contrarrestar los cambios ambientales mediante la promoción de la informalidad en el vestir durante el verano boreal de 2005.

## Etimología
Cool Biz es una expresión acuñada a partir de las palabras inglesas "cool" y "business", usualmente comprimida a "biz". La primera traduce literalmente "fresco", pero coloquialmente puede traducirse como "chévere, chido, guay, estupendo", mientras que la segunda quiere decir "negocios".

## Aspectos generales
El gobierno no ha indicado una manera especial de vestirse, ni la necesidad de comprar ropa nueva, a excepción de la sugerencia explícita de no ponerse corbata ni chaqueta. Se ha recomendado mantener la temperatura de los aires acondicionados en 28 grados Celsius, meta que se puede alcanzar con el uso de ropa más ligera.
Respecto del ambiente de trabajo durante el verano, y debido a la entrada en vigencia del Protocolo de Kioto, ha primado el punto de vista negativo acerca un sobreenfriamiento del aire acondicionado, desde el punto de vista de la salud y de la conservación de la energía, culpando a la corbata y al traje, pues el uso de este tipo de vestuario incrementa la temperatura del cuerpo, lo que obliga a bajar la temperatura de los acondicionadores de aire. Algunos hombres consideran que ese descenso de la temperatura en espacios interiores aumenta la sensación de frío, así como las mujeres hablan de un "infierno helado".
Por esto, el Ministerio del Medio Ambiente japonés ha hecho un llamado a mantener la temperatura de los aires acondicionados en 28 °C durante el verano, ha creado canciones promocionales y, mediante la campaña denominada "No necktie, no uwagi" (「ノーネクタイ・ノー上着」, "sin corbata, sin chaqueta"), ha pedido a los oficinistas japoneses utilizar ropa más ligera. El ejemplo lo han tenido que dar los empleados gubernamentales en el área metropolitana de Tokio, pero otros funcionarios han mantenido el uso de traje y corbata, lo que parece demostrar que la campaña no ha permeado todavía la sociedad japonesa en general.
Incluso dentro del partido de gobierno, el Partido Liberal Democrático, personas como Shizuka Kamei han criticado la medida diciendo que "esa apariencia no nos queda bien a los políticos".
En 1979, luego de la crisis petrolera de los años 70, el gobierno Oohira había propuesto la medida en cabeza del ex primer ministro Tsutomu Hata. Se llegaron a crear los Shō-ene(rgy)-suits (省エネスーツ, shōenesuutsu, "trajes bajos en consumo de energía"), vestidos de mangas amplias, que tuvieron cierta aceptación.
Los fabricantes y las tiendas de ropa han encontrado una nueva oportunidad de vender trajes para hombre y camisas que no dejan ver la corbata con esta medida, con promociones como el "Casual Friday", mientras que las típicas camisas de Okinawa, parecidas a las hawaianas, han tenido gran difusión en el Japón continental. Además, según cálculos del Centro de Investigación Económica, por la medida del Cool Biz la deteriorada economía japonesa podría crecer en cerca de 100 mil millones de yenes.

## Resultado de la campañaCool Bizde 2005
El 28 de octubre de 2005, el Ministerio del Medio Ambiente anunció los resultados de la campaña Cool Biz Ministerio del Medio Ambiente El Ministerio realizó una encuesta vía web sobre la situación actual de la medida el día 30 de septiembre de 2005, cubriendo aproximadamente a 1200 personas seleccionadas de un "panel de internet" propiedad de una compañía de investigación. El resultado del sondeo muestra que el 95,8% de los encuestados conocía el Cool Biz y que el 32,7% de 562 encuestados respondió que sus oficinas instalaron más aire acondicionado que en años anteriores. Basado en los resultados, la reducción estimada del dióxido de carbono fue de alrededor de 460.000 toneladas-CO2, que equivale a la cantidad de CO2 emitido por aproximadamente un millón de hogares durante un mes.
El Ministerio instará constantemente a la población a instalar aires acondicionados en las oficinas a 28 °C, junto con una mayor difusión del Cool Biz.

## Warm Biz
Durante el invierno boreal de 2005, se habló en varias de las principales cadenas de noticias de promover una campaña Warm Biz para el invierno, vistiendo una camisa gruesa cuello de tortuga en lugar de traje y corbata. El Warm Biz no fue promovida por el gobierno japonés y la idea no reunió apoyo a gran escala.

## Cool Biz 2006
La segunda campaña anual Cool Biz inició el 1 de junio de 2006. El primer ministro del Japón y un gran número de ministros dieron el ejemplo al vestirse con ropa diseñada para mantenerlos frescos. El respaldo a la medida fuera del gobierno parece estar ganando adeptos. MSN Mainichi (enlace roto disponible en Internet Archive; véase el historial, la primera versión y la última).